# Цемо (аэропорт)
Аэропорт Цемо́ (кит. упр. 且末机场, пиньинь Qiěmò Jīchǎng, палл. Цемо цзичан, англ. Qiemo) (ИАТА: IQM, ИКАО: ZWCM) — аэропорт уезда Черчен, Синьцзян-Уйгурский автономный район, Китай.
Аэропорт расположен на высоте 1252 метров над уровнем моря. Имеет одну асфальтированную взлётно-посадочную полосу размерами 1680 × 30 метров.

## Авиакомпании и назначения
- China Southern Airlines (Корла)